# Grube (Schorssow)
Grube ist ein Ortsteil der Gemeinde Schorssow im Landkreis Rostock in Mecklenburg-Vorpommern.

## Geografie und Verkehrsanbindung
Grube liegt nördlich des Kernortes Schorssow im 377 ha großen Naturschutzgebiet Gruber Forst. Westlich verläuft die B 108, südöstlich erstreckt sich der 1395 ha große Malchiner See.

## Sehenswürdigkeiten

### Baudenkmale
In der Liste der Baudenkmale in Schorssow sind für Grube zwei Baudenkmale aufgeführt:
- Bauernhof mit Wohnhaus und Scheune (Grube Nr. 1)
- Bauernhaus (Grube Nr. 2/3/4)